# Cartericella phthoneropa
Cartericella phthoneropa är en fjärilsart som beskrevs av Edward Meyrick 1922. Cartericella phthoneropa ingår i släktet Cartericella och familjen stävmalar. Inga underarter finns listade i Catalogue of Life.